# Arnold Skaaland
Arnold Skaaland (* 21. Januar 1925 in White Plains, New York; † 13. März 2007 ebenda) war ein US-amerikanischer Profiwrestler und Wrestlingmanager.

## Karriere
Vor seiner Wrestlingkarriere diente Skaaland im Zweiten Weltkrieg bei den Marines. Noch bevor es ihn zum Wrestling führte, versuchte er sich als Amateurboxer.
Arnold Skaaland begann in den 1950er Jahren als Bobby Weaver mit dem Pro-Wrestling. Als agiler Wrestler machte er sich schnell einen Namen. 1967 gewann er mit Spiros Arion den WWWF US Tag Team-Titel. Anfang der 1960er Jahre bekam er zwei Chancen auf den NWA World Heavyweight Title, allerdings gelang ihm weder gegen Pat O’Connor noch gegen Buddy Rogers der Sieg. Skaaland war von Anfang an Teil der World Wide Wrestling Federation, dem Vorgänger der heutigen WWE. Er war auch Anteilseigner an der Capitol Wrestling Corporation, einer Firma, der die WWWF gehörte.
Nach seiner aktiven Zeit managte er die WWWF-Champions Bruno Sammartino und Bob Backlund. Skaaland beendete durch einen Handtuchwurf im Dezember 1983 die Titelregentschaft seines Schützlings Backlund, der sich im Camel Clutch des Iron Sheiks befand. Ab den 1980er Jahren bis vor einigen Jahren arbeitete Skaaland als WWWF-Offizieller. Sein letztes Match wrestlete er 1987 in einer Legenden-Battle Royal.
Skaalands Grab befindet sich auf dem römisch-katholischen Gate of Heaven Cemetery in Hawthorne nördlich von New York City.

## Titel und Ehrungen
- World Wide Wrestling Federation / World Wrestling Federation
  - 1× WWWF United States Tag Team Championship (mit Spiros Arion)
  - 1994 Aufnahme in die WWE Hall of Fame

## Belege
1. ↑  Greg Oliver: Arnold Skaaland dead at 82. In: slam.canoe.com. 14. März 2007, abgerufen am 24. November 2017 (englisch).
2. ↑  Matches: Arnold Skaaland. In: cagematch.net. Philip Kreikenbohm, abgerufen am 24. November 2017.
3. ↑  Arnold Skaaland in der Datenbank Find a Grave, abgerufen am 19. November 2020.

| Personendaten    | Personendaten                                   |
| ---------------- | ----------------------------------------------- |
| NAME             | Skaaland, Arnold                                |
| ALTERNATIVNAMEN  | Skoaland, Arnold; Weaver, Bobby                 |
| KURZBESCHREIBUNG | US-amerikanischer Wrestler und Wrestlingmanager |
| GEBURTSDATUM     | 21. Januar 1925                                 |
| GEBURTSORT       | White Plains, New York                          |
| STERBEDATUM      | 13. März 2007                                   |
| STERBEORT        | White Plains, New York                          |